# Pfarrkirche Meiselding

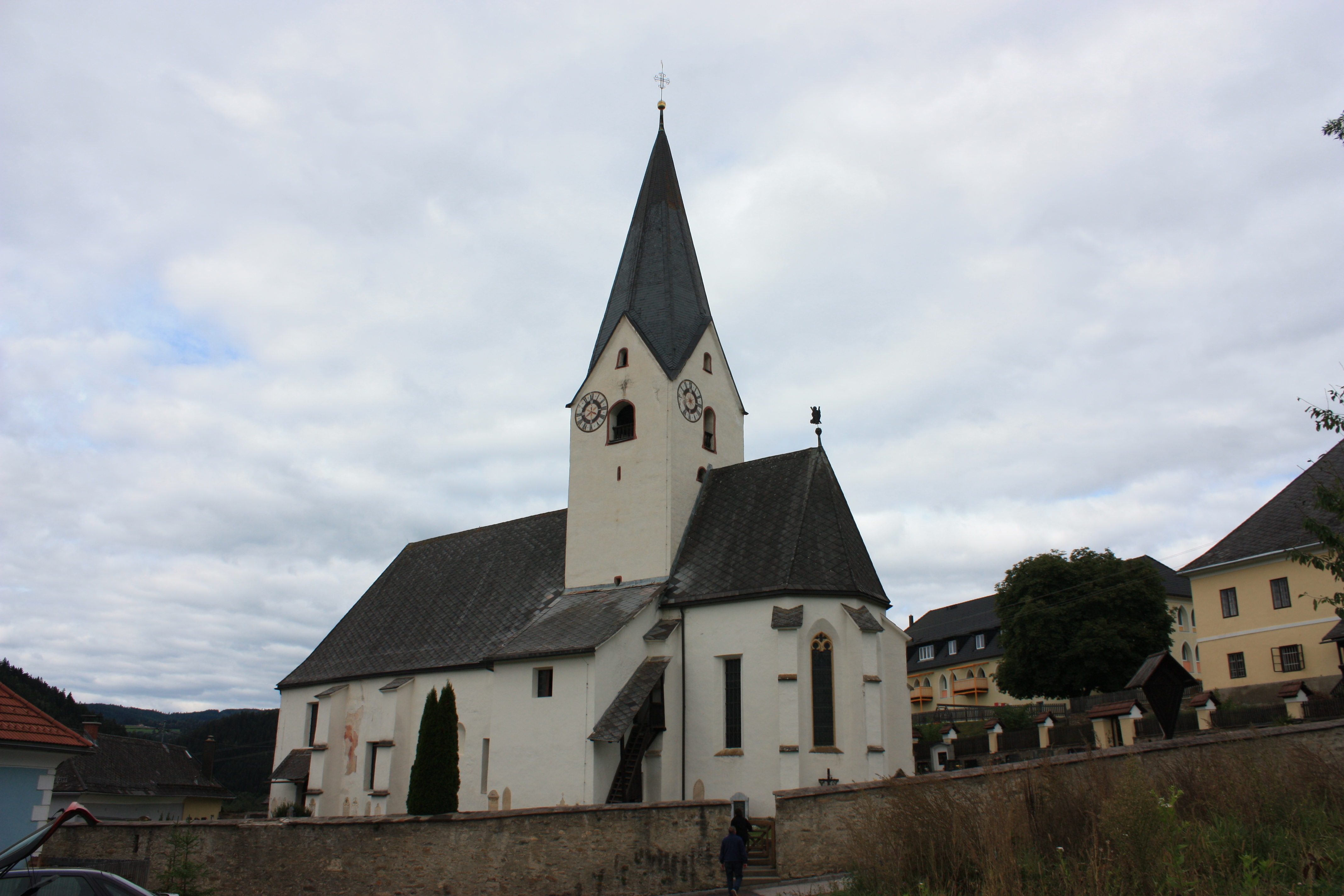
Pfarrkirche Meiselding

Die römisch-katholische Pfarrkirche Meiselding in der Gemeinde Mölbling wurde erstmals 1216/1218 als Danielskirche (benannt nach Daniel) erwähnt. Das heutige Patrozinium des heiligen Andreas wurde erstmals vor 1325 genannt.

## Baubeschreibung
Es ist eine romanische Chorturmkirche aus der zweiten Hälfte des 12. Jahrhunderts mit spätgotischen und barocken Um- und Zubauten. Vom romanischen Bau sind das Mauerwerk des Langhauses und der Chorturm erhalten. Die rundbogigen Zwillingsfenster im romanischen fünften Glockengeschoß wurden teilweise vermauert. Die rundbogigen Schallfenster im sechsten Geschoß stammen aus dem Barock, der Spitzhelm aus dem 19. Jahrhundert. Der mit dreistufigen Strebepfeilern gestützte, gotische Chor entstand um 1400. An der Nordseite des Turmes ist eine zweigeschoßige, gotische Sakristei mit einer Wendeltreppe und Schießscharten angebaut. An der Südseite befindet sich eine barocke Sakristei. An der südlichen Außenmauer ist ein römerzeitliches Rundmedaillon von einem Grabbau mit den Reliefbüsten eines Ehepaares mit Kind aus der zweiten Hälfte des zweiten Jahrhunderts eingemauert. Die Frau trägt eine keltische Tracht. Die beiden 1997 freigelegten Christophorusfresken an der Südfassade entstanden um 1500 bzw. um 1600.
Im dreijochigen Langhaus ruht ein Sternrippengewölbe auf seichten Wandpfeilern aus der zweiten Hälfte des 15. Jahrhunderts, die außen von Strebepfeilern gestützt werden. Um 1775 wurde das Schiff im Westen um ein kreuzgratgewölbtes Emporenjoch verlängert. Ein hoher, rundbogiger Triumphbogen verbindet das Langhaus mit dem Turmquadrat, ausgestattet mit einem barocken Kreuzgratgewölbe. Der polygonale, gotische Chorschluss hat ein Kreuzrippengewölbe. An den Chorschrägwänden sind zwei Maßwerkfenster erhalten. Die übrigen Fensteröffnungen sind barock.

## Einrichtung
Der barocke Hochaltar von 1680 besteht aus der Sockelzone mit seitlichen Opfergangsportalen, einer konkav eingezogenen Mittelzone mit Triumphbogengliederung und einem Aufsatz mit zwei seitlichen Nischen. Die Skulpturen des Altars entstanden um 1740. Im Hauptgeschoß stehen neben dem Apostel Andreas die vier Evangelisten. Das Aufsatzbild der Marienkrönung wird von den Statuen der Heiligen Augustinus und Nikolaus flankiert. Das geschnitzte Antependium aus dem zweiten Viertel des 18. Jahrhunderts zeigt die Kreuzigung des heiligen Andreas. 
Die Seitenaltäre entstanden um 1760/1770. Am linken Altar flankieren spätbarocke Statuen der Heiligen Anna und Joachim eine um 1730 entstandene Marienstatue. Die barocke Mittelstatue des heiligen Jakobus Maior am rechten Seitenaltar wird von den Heiligen Franz Xaver und Antonius von Padua umstanden.
Die um 1680 gebaute Kanzel ist mit den Statuetten der lateinischen Kirchenväter ausgestattet und wird am Schalldeckel von der Figur des Erzengel Michaels bekrönt. Das Orgelgehäuse aus der zweiten Hälfte des 18. Jahrhunderts ist an den Flügeln mit der Verkündigungsszene bemalt. Zur weiteren Ausstattung der Kirche zählen eine barocke Mondsichelmadonna, eine Statue des heiligen Sebastian vom Ende des 16. Jahrhunderts und eine Kreuzigungsgruppe aus dem zweiten Viertel des 18. Jahrhunderts.